# Nicky Melvin Singh
Nicky Melvin Singh (* 13. Juni 2002 in Singapur) ist ein singapurischer Fußballspieler.

## Karriere
Nicky Melvin Singh erlernte das Fußballspielen in den Schulmannschaften der Griffiths Primary School, der Seng Kang Secondary School, in der Mannschaft der National Football Academy sowie in der Jugendmannschaft des Erstligisten Tampines Rovers. Seinen ersten Profivertrag unterschrieb er im Januar 2021 bei Albirex Niigata (Singapur). Der Verein ist ein Ableger des japanischen Zweitligisten Albirex Niigata aus Niigata, der in der ersten singapurischen Liga, der Singapore Premier League, spielt. Sein Profidebüt gab er am 13. März 2021 im Heimspiel gegen Hougang United. Hier stand er in der Startelf und wurde in der 75. Minute gegen Mahiro Takahashi ausgewechselt. Am Ende der Saison 2022 feierte er mit Albirex die singapurische Meisterschaft. Am 19. Februar 2023 gewann der mit Albirex den Singapore Community Shield. Das Spiel gegen Hougang United wurde mit 3:0 gewonnen. Im Juli 2023 trat er seinen Militärdienst an.

## Erfolge
Albirex Niigata (Singapur)
- Singapurischer Meister: 2022
- Singapore Community Shield: 2023